# مسحة شدقية
المسحة الشِّدْقيّة (بالإنجليزية: Buccal swab)‏ وتُعرف أيضًا باسم اللُطاخَة الشِّدْقيّة (بالإنجليزية: buccal smear)‏، هي طريقةٌ لجمع الحمض النووي الريبوزي منقوص الأكسجين (الدنا) من الخلايا الموجودة داخل خَد الشخص. تُعد من الطرق غير المتوغلة تقريبًا لجمع عيناتٍ من الدنا لفحصها. تستعمل هذه الطريقة بشكلٍ شائعٍ في التجارب السريرية وتحقيقات إنفاذ القانون، حيث تُساعد في ضم أو استبعاد الأفراد المشتبه بهم.